# Rossel, Buchholz und Streetzer Busch nördlich Roßlau
Rossel, Buchholz und Streetzer Busch nördlich Roßlau este o arie protejată (arie specială de conservare — SAC, sit de importanță comunitară — SCI) din Germania întinsă pe o suprafață de 220 ha, integral pe uscat.

## Localizare
Centrul sitului Rossel, Buchholz und Streetzer Busch nördlich Roßlau este situat la coordonatele 51°57′39″N 12°20′10″E / 51.9608°N 12.3361°E.

## Înființare
Situl Rossel, Buchholz und Streetzer Busch nördlich Roßlau a fost declarat sit de importanță comunitară în octombrie 2000 pentru a proteja 6 specii de animale. Situl a fost protejat și ca arie specială de conservare în decembrie 2018.

## Biodiversitate
Situată în ecoregiunea continentală, aria protejată conține 7 habitate naturale: Lacuri eutrofice naturale cu vegetație de tip Magnopotamion sau Hydrocharition, Cursuri de apă de la nivel de câmpie la nivel montan, cu vegetație Ranunculion fluitantis și Callitricho-Batrachion, Liziere de ierburi înalte hidrofile de câmpie și de nivel montan până la alpin, Fânețe de joasă altitudine (Alopecurus pratensis, Sanguisorba officinalis), Păduri de fag Luzulo-Fagetum, Păduri de stejar sau de stejar și carpen sub-atlantice și medio-europene de Carpinion betuli, Păduri aluvionare cu Alnus glutinosa și Fraxinus excelsior (Alno-Padion, Alnion incanae, Salicion albae).
La baza desemnării sitului se află mai multe specii protejate:
- mamifere (3): liliac cârn (Barbastella barbastellus), castor (Castor fiber), vidră de râu (Lutra lutra)
- nevertebrate (2): croitorul mare al stejarului (Cerambyx cerdo), Ophiogomphus cecilia
- pești (1): cicar (Lampetra planeri)

Pe lângă speciile protejate, pe teritoriul sitului au mai fost identificate 1 specie de plante, 3 specii de amfibieni, 10 specii de mamifere, 1 specie de nevertebrate, 7 specii de pești.